# Whac-A-Mole

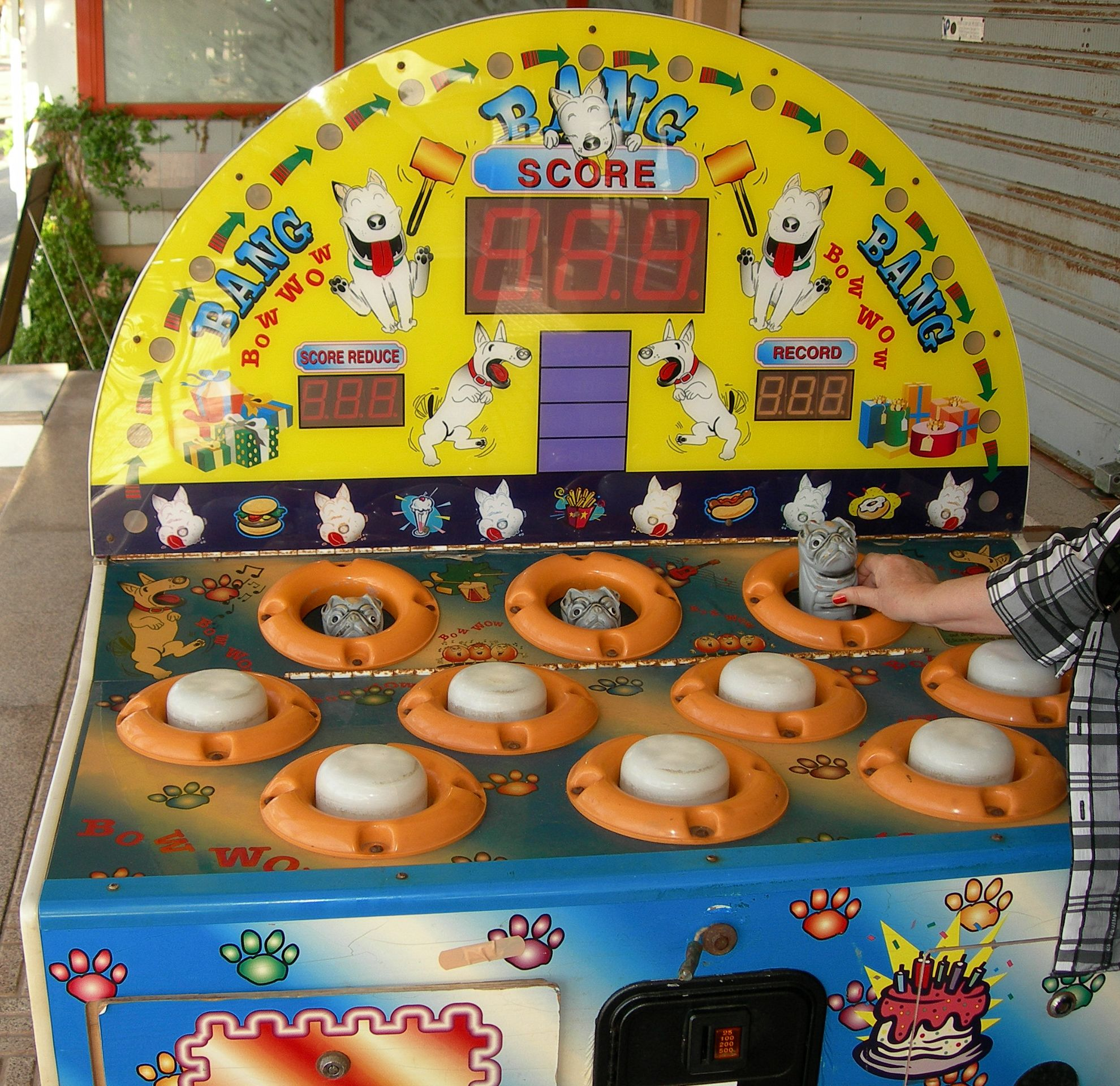
Whac-A-Mole

Whac-A-Mole (scritto anche Whack-A-Mole e noto in italiano anche come Acchiappa la talpa) è un popolare gioco arcade composto da un armadietto a livello della vita con un'area giochi e uno schermo e un grande martello morbido nero. Cinque buchi nella parte superiore dell'area di gioco sono riempiti con piccole talpe di plastica che appaiono casualmente. I punti si guadagnano colpendo ogni talpa come appare. Più veloce è la reazione, maggiore è il punteggio.
In Giappone, Mole Buster (モグラ退治 Mogura Taiji) è un popolare gioco arcade inventato nel 1975 da Kazuo Yamada di TOGO, basato su dieci schizzi a matita del designer del 1974, concesso in licenza a Bandai nel 1977. Può anche essere trovato comunemente nei festival giapponesi.

## Modalità di gioco
Il cabinato originale ha un contatore a tre cifre del punteggio del giocatore attuale; sui modelli successivi venne aggiunto anche un contatore per il miglior punteggio di giornata. La mazza è solitamente attaccata al gioco con una corda per impedire a chiunque di portarla via. Le versioni attuali di Whac-A-Mole includono tre schermate per il punteggio bonus, il punteggio più alto e il punteggio di gioco corrente. Le versioni casalinghe, distribuite da Bob's Space Racers, includono uno schermo per visualizzare il punteggio corrente.
Se il giocatore non colpisce una talpa entro un certo tempo o con una forza sufficiente, alla fine affonderà di nuovo nella sua buca senza punteggio. Sebbene il gioco inizi abbastanza lentamente da consentire alla maggior parte delle persone di colpire tutte le talpe che salgono, la velocità aumenta gradualmente, con ogni talpa che trascorre meno tempo sopra la buca e con più talpe fuori dai buchi contemporaneamente. Dopo un determinato limite di tempo, il gioco termina, indipendentemente dall'abilità del giocatore. Il punteggio finale si basa sul numero di talpe che il giocatore ha colpito.
Oltre al gioco per giocatore singolo sopra descritto, esiste un gioco multiplayer, che si trova più spesso nei parchi di divertimento. In questa versione, c'è una grande banca di singoli giochi Whac-A-Mole collegati tra loro e l'obiettivo è quello di essere il primo giocatore a raggiungere un punteggio designato, piuttosto che colpire il maggior numero di talpe in un determinato periodo di tempo. Nella maggior parte delle versioni, colpire una talpa vale dieci punti, con il vincitore che è il primo giocatore a raggiungere un punteggio di 150 (cioè 15 talpe). Il vincitore riceve un premio, in genere un piccolo peluche, che può essere scambiato con un peluche più grande se il giocatore vince di nuovo.
Le opzioni di gioco sono diventate più regolabili, consentendo all'operatore e/o al proprietario di modificare selettivamente il punteggio elevato, i punti ferita, la velocità progressiva e il tempo di gioco.

## Varianti
Il gioco originale Whac-A-Mole ha ispirato il primo genere di gioco con un aspetto violento centrale per l'esperienza dell'utente. I ricercatori hanno utilizzato Whac-A-Mole e le sue variazioni per studiare gli aspetti violenti di questi giochi.
Il marchio "Whac-A-Mole" era originariamente di proprietà di Bob's Space Racers, ma dal 2008 è stato acquisito da Mattel. Le macchine con un gameplay simile sono vendute con altri nomi. Whac-A-Mole è stata anche la base per una serie di giochi su Internet e giochi per dispositivi mobili simili per gameplay e strategia.
L'ingegnere Tim Hunkin ha costruito e installato una macchina "Whack a Banker" al Southwold Pier in Inghilterra nel 2009 realizzata con parti di una precedente macchina "Whack a Warden".

## Design
Le talpe sono montate su aste e sollevate utilizzando un sistema di leva e manovella. Quando l'utente colpisce la talpa, un microinterruttore viene attivato da un perno alloggiato all'interno della talpa e il sistema lo abbassa.
La temporizzazione delle talpe era originariamente controllata dai toni di un nastro audio che quindi aziona un sistema di bombole d'aria.

## Uso colloquiale
Il termine "Whac-a-mole" (o "Whack-a-mole") è usato colloquialmente per descrivere una situazione caratterizzata da una serie di compiti ripetitivi e inutili, in cui il completamento con successo di uno ne fa apparire un altro altrove.
Nella programmazione e nel debug di computer, si riferisce alla possibilità di correggere un errore che provoca la comparsa di uno nuovo come risultato. Nel contesto di Internet, si riferisce alla sfida di difendersi da spammer ricorrenti, vandali, annunci pop-up, malware, ransomware e altre distrazioni, fastidi e danni.
Nelle forze dell'ordine, si riferisce all'attività criminale che si manifesta altrove in un'area dopo che una maggiore applicazione in un distretto la riduce lì. In un contesto militare, si riferisce alle truppe avversarie apparentemente inferiori che continuano ad apparire dopo che le ondate precedenti sono state eliminate.
È stato applicato anche alle notizie false, dove non appena una storia viene sfatata, un'altra appare da qualche altra parte, o prima. Alla fine di giugno 2020, Boris Johnson basò la strategia COVID-19 del Regno Unito sulle meccaniche del gioco.